# Expectations (canção)
"Expectations" é uma canção da cantora e compositora norte-americana Lauren Jauregui. Escrita pela intérprete e produzido por Kid Harpoon, foi lançada em 24 de outubro de 2018, através da Columbia Records como primeiro single do primeiro álbum de estúdio de Jauregui e também seu primeiro single depois do hiato do Fifth Harmony. Em agosto de 2019, a canção ganhou o Teen Choice Awards na categoria de Melhor Canção de Artista Feminina. Em 24 de janeiro de 2021, dois anos depois do lançamento de "Expectations", a canção voltou a ficar em primeiro lugar no iTunes Brasil.

## Antecedentes e gravação
Lauren escreveu "Expectations" e gravou a canção em maio de 2018, sendo uma das primeiras músicas escritas do álbum de estreia da própria. Ela postou uma foto em um dos momentos do videoclipe em suas redes sociais usando um vestido preto com o fundo em preto e branco em uma ponte em um parque e o reflexo da água da fonte mostra seu vestido branco. Em 1 de outubro de 2018, Lauren postou um trecho de 18 segundos do videoclipe e anunciou a data de lançamento.

## Composição
Liricamente, "Expectations" encontra Jauregui descrevendo sobre criar expectativas de um relacionamento em que seu parceiro não parece se importar tanto. Ela também expressa a luta de querer mudar a situação, mas sendo incapaz de fazê-lo. A cantora ainda deseja que ela não tenha nenhuma expectativa sobre o amor.

## Vídeo musical
O vídeo musical de "Expectations" foi lançado em 24 de outubro de 2018 no canal oficial de Lauren no Youtube. Com uma pegada bastante macabra em preto e branco, com direito até mesmo a pósteres exclusivos, o videoclipe mostra duas versões de Lauren. Uma, com características angelicais, toda de branco e com expressão ingênua. A segunda, é mais séria, diabólica, toda de preto e um tanto cruel. Durante todo o clipe, Jauregui mostra toda sua sensibilidade e sexualidade em cenas marcantes.

## Performances ao vivo
Lauren performou "Expectations" pela primeira vez no ato de abertura da Hopeless Fountain Kingdom World Tour da cantora Halsey no Brasil.

## Faixas e formatos
| Download digital |                |         |  |
| N.º              | Título         | Duração |  |
| 1.               | "Expectations" | 3:24    |  |

## Histórico de lançamento
| País  | Data                  | Formato(s)                  | Gravadora                      |
| ----- | --------------------- | --------------------------- | ------------------------------ |
| Mundo | 24 de outubro de 2018 | Download digital, streaming | Columbia Records, Syco Records |